# Voodoo Lounge Tour
Voodoo Lounge Tour bylo koncertní turné britské rockové skupiny The Rolling Stones, které sloužilo jako propagace studiového alba Voodoo Lounge. Bylo to první turné bez baskytaristy Billa Wymana, který ze skupiny odešel o rok dříve. Nahradil jej baskytarista Darryl Jones. Za turné vydělali 320 milionů $ a překonali tak Pink Floyd s jejich The Division Bell Tour jako nejvyšší tržby jakéhokoli umělce té doby. Stalo se tak po turné A Bigger Bang (konané v letech 2005-2007) druhým nejvýdělečnějším turné The Rolling Stones.                                                                 

## Nahrávky
Z koncertů v Amsterdamu,Paříže,Londýna a studiových jamů v Tokiu a Lisabonu vzniklo studio-koncertní album Stripped. V roce 2016 vyšla rozšířená verze tohoto alba s názvem Totally Stripped. Filmový záznam z koncertu v Miami z roku 1994 vyšel o rok později s názvem Voodoo Lounge Live.

## Setlist
Toto je nejčastější hraný seznam skladeb.
Autory všech skladeb jsou Jagger/Richards pokud není uvedeno jinak.
1. "Not Fade Away" (Hardin/Petty)
2. "Undercover of the Night"
3. "Tumbling Dice"
4. "Live with Me"
5. "You Got Me Rocking"
6. "Rocks Off"
7. "Sparks Will Fly"
8. "Shattered"
9. "Satisfaction"
10. "Beast of Burden"
11. "Memory Motel"
12. "Out of Tears"
13. "All Down the Line"
14. "Hot Stuff"
15. "I Can't Get Next to You"
16. "Brand New Car"
17. "Honky Tonk Women"
18. "Before They Make Me Run"
19. "The Worst"
20. "Love is Strong"
21. "Monkey Man"
22. "I Go Wild"
23. "Start Me Up"
24. "It's Only Rock 'n' Roll (But I Like It)"
25. "Street Fighting Man"
26. "Brown Sugar"

Přídavek:
27. "Jumping Jack Flash"

## Členové
The Rolling Stones
- Mick Jagger - (zpěv,kytara,harmonika)
- Keith Richards - (kytara,zpěv)
- Ronnie Wood - (kytara)
- Charlie Watts - (bicí)

Doprovodní členové
- Lisa Fischer - (doprovodné vokály,zpěv)
- Bernard Fowler - (doprovodné vokály,perkuse)
- Chuck Leavell - (klávesy,doprovodné vokály)
- Darryl Jones - (baskytara,doprovodné vokály)
- Bobby Keys - (saxofon)
- Andy Snitzer - (saxofon)
- Michael Davis - (trombón)
- Kent Smith - (trubka)

## Turné v datech
| Datum              | Město            | Státy                 | Místo                              | Prodej vstupenek / K dispozici | Výdělek         |
| Severní Amerika    | Severní Amerika  | Severní Amerika       | Severní Amerika                    | Severní Amerika                | Severní Amerika |
| ------------------ | ---------------- | --------------------- | ---------------------------------- | ------------------------------ | --------------- |
| 1. srpna 1994      | Washington, D.C. | Spojené státy         | Robert F. Kennedy Memorial Stadium | 108,960 / 108,960              | $3,990,966      |
| 3. srpna 1994      | Washington, D.C. | Spojené státy         | Robert F. Kennedy Memorial Stadium | 108,960 / 108,960              | $3,990,966      |
| 6. srpna 1994      | Birmingham       | Spojené státy         | Legion Field                       | 19,893 / 50,000                |                 |
| 10. srpna 1994     | Indianapolis     | Spojené státy         | RCA Dome                           | 25,000 / 50,000                |                 |
| 12. srpna 1994     | East Rutherford  | Spojené státy         | Giants Stadium                     | 201,547 / 201,547              | $9,531,214      |
| 14. srpna 1994     | East Rutherford  | Spojené státy         | Giants Stadium                     | 201,547 / 201,547              | $9,531,214      |
| 15. srpna 1994     | East Rutherford  | Spojené státy         | Giants Stadium                     | 201,547 / 201,547              | $9,531,214      |
| 17. srpna 1994     | East Rutherford  | Spojené státy         | Giants Stadium                     | 201,547 / 201,547              | $9,531,214      |
| 19. srpna 1994     | Toronto          | Kanada                | CNE Stadium                        | 97,197 / 97,197                | $3,281,367      |
| 20. srpna 1994     | Toronto          | Kanada                | CNE Stadium                        | 97,197 / 97,197                | $3,281,367      |
| 23. srpna 1994     | Winnipeg         | Kanada                | Winnipeg Stadium                   | 50,397 / 50,397                | $1,720,849      |
| 26. srpna 1994     | Madison          | Spojené státy         | Camp Randall Stadium               | 51,201 / 51,201                | $2,420,485      |
| 28. srpna 1994     | Cleveland        | Spojené státy         | Cleveland Stadium                  |                                |                 |
| 30. srpna 1994     | Cincinnati       | Spojené státy         | Riverfront Stadium                 | 34,137 / 55,000                |                 |
| 4. září 1994       | Foxboro          | Spojené státy         | Foxboro Stadium                    | 97,923 / 97,923                | $4,633,901      |
| 5. září 1994       | Foxboro          | Spojené státy         | Foxboro Stadium                    | 97,923 / 97,923                | $4,633,901      |
| 7. září 1994       | Raleigh          | Spojené státy         | Carter–Finley Stadium              | 38,738 / 38,738                | $1,797,502      |
| 9. září 1994       | East Lansing     | Spojené státy         | Spartan Stadium                    | 47,797 / 47,797                | $2,128,825      |
| 11. září 1994      | Chicago          | Spojené státy         | Soldier Field                      | 90,303 / 90,303                | $4,194,320      |
| 12. září 1994      | Chicago          | Spojené státy         | Soldier Field                      | 90,303 / 90,303                | $4,194,320      |
| 15. září 1994      | Denver           | Spojené státy         | Mile High Stadium                  | 48,981 / 48,981                | $2,570,574      |
| 18. září 1994      | Columbia         | Spojené státy         | Faurot Field                       | 39,363 / 39,363                | $1,789,824      |
| 22. září 1994      | Philadelphia     | Spojené státy         | Veterans Stadium                   | 80,976 / 80,976                | $3,818,719      |
| 23. září 1994      | Philadelphia     | Spojené státy         | Veterans Stadium                   | 80,976 / 80,976                | $3,818,719      |
| 25. září 1994      | Columbia         | Spojené státy         | Williams-Brice Stadium             | 42,223 / 42,223                | $1,919,442      |
| 27. září 1994      | Memphis          | Spojené státy         | Liberty Bowl                       | 41,079 / 41,079                | $1,955,284      |
| 29. září 1994      | Pittsburgh       | Spojené státy         | Three Rivers Stadium               | 49,332 / 49,332                | $2,311,297      |
| 1. října 1994      | Ames             | Spojené státy         | Cyclone Field                      | 30,029 / 30,029                | $1,234,605      |
| 4. října 1994      | Edmonton         | Kanada                | Commonwealth Stadium               | 121,604 / 121,604              | $4,327,764      |
| 5. října 1994      | Edmonton         | Kanada                | Commonwealth Stadium               | 121,604 / 121,604              | $4,327,764      |
| 10. října 1994     | New Orleans      | Spojené státy         | Louisiana Superdome                | 32,687 / 40,000                | $1,464,250      |
| 14. října 1994     | Las Vegas        | Spojené státy         | MGM Grand Garden Arena             | 21,674 / 21,674                | $4,184,050      |
| 15. října 1994     | Las Vegas        | Spojené státy         | MGM Grand Garden Arena             | 21,674 / 21,674                | $4,184,050      |
| 17. října 1994     | San Diego        | Spojené státy         | Jack Murphy Stadium                | 49,139 / 49,139                | $2,331,250      |
| 19. října 1994     | Pasadena         | Spojené státy         | Rose Bowl                          | 119,140 / 119,140              | $6,153,301      |
| 21. října 1994     | Pasadena         | Spojené státy         | Rose Bowl                          | 119,140 / 119,140              | $6,153,301      |
| 23. října 1994     | Salt Lake City   | Spojené státy         | Rice Stadium                       | 33,478 / 33,478                | $1,678,855      |
| 26. října 1994     | Oakland          | Spojené státy         | Oakland Coliseum                   | 199,285 / 199,285              | $9,431,700      |
| 28. října 1994     | Oakland          | Spojené státy         | Oakland Coliseum                   | 199,285 / 199,285              | $9,431,700      |
| 29. října 1994     | Oakland          | Spojené státy         | Oakland Coliseum                   | 199,285 / 199,285              | $9,431,700      |
| 31. října 1994     | Oakland          | Spojené státy         | Oakland Coliseum                   | 199,285 / 199,285              | $9,431,700      |
| 3. listopadu 1994  | El Paso          | Spojené státy         | Sun Bowl                           | 38,732 / 42,000                | $1,996,710      |
| 5. listopadu 1994  | San Antonio      | Spojené státy         | Alamodome                          | 42,687 / 42,687                | $2,231,085      |
| 11. listopadu 1994 | Little Rock      | Spojené státy         | War Memorial Stadium               | 39,844 / 39,844                | $2,020,770      |
| 13. listopadu 1994 | Houston          | Spojené státy         | Astrodome                          | 38,737 / 38,737                | $1,996,745      |
| 15. listopadu 1994 | Atlanta          | Spojené státy         | Georgia Dome                       | 81,160 / 81,160                | $4,185,425      |
| 16. listopadu 1994 | Atlanta          | Spojené státy         | Georgia Dome                       | 81,160 / 81,160                | $4,185,425      |
| 18. listopadu 1994 | Dallas           | Spojené státy         | Cotton Bowl                        | 47,372 / 47,372                | $2,530,185      |
| 22. listopadu 1994 | Tampa            | Spojené státy         | Tampa Stadium                      | 46,628 / 46,628                | $2,204,750      |
| 25. listopadu 1994 | Miami            | Spojené státy         | Joe Robbie Stadium                 | 55,935 / 55,935                | $2,574,810      |
| 27. listopadu 1994 | Gainesville      | Spojené státy         | Ben Hill Griffin Stadium           | 35,149 / 40,000                | $1,678,114      |
| 1. prosince 1994   | Pontiac          | Spojené státy         | Pontiac Silverdome                 | 38,274 / 38,274                | $1,815,325      |
| 3. prosince 1994   | Toronto          | Kanada                | SkyDome                            | 49,129 / 49,129                | $1,744,279      |
| 5. prosince 1994   | Montreal         | Kanada                | Olympic Stadium                    | 82,089 / 82,089                | $2,879,798      |
| 6. prosince 1994   | Montreal         | Kanada                | Olympic Stadium                    | 82,089 / 82,089                | $2,879,798      |
| 8. prosince 1994   | Syracuse         | Spojené státy         | Carrier Dome                       | 36,038 / 36,038                | $1,662,825      |
| 11. prosince 1994  | Minneapolis      | Spojené státy         | Hubert H. Humphrey Metrodome       | 46,519 / 46,519                | $2,176,400      |
| 15. prosince 1994  | Seattle          | Spojené státy         | Kingdome                           | 49,303 / 49,303                | $2,311,900      |
| 17. prosince 1994  | Vancouver        | Kanada                | BC Place Stadium                   | 93,273 / 93,273                | $3,176,009      |
| 18. prosince 1994  | Vancouver        | Kanada                | BC Place Stadium                   | 93,273 / 93,273                | $3,176,009      |
| 14. ledna 1995     | Mexico City      | Mexiko                | Foro Sol                           | 204,020 / 204,020              | $11,784,755     |
| 16. ledna 1995     | Mexico City      | Mexiko                | Foro Sol                           | 204,020 / 204,020              | $11,784,755     |
| 18. ledna 1995     | Mexico City      | Mexiko                | Foro Sol                           | 204,020 / 204,020              | $11,784,755     |
| 20. ledna 1995     | Mexico City      | Mexiko                | Foro Sol                           | 204,020 / 204,020              | $11,784,755     |
| Jižní Amerika      |                  |                       |                                    |                                |                 |
| 27. ledna 1995     | São Paulo        | Brazílie              | Estádio do Pacaembu                | 131,253 / 131,253              | $4,527,556      |
| 28. ledna 1995     | São Paulo        | Brazílie              | Estádio do Pacaembu                | 131,253 / 131,253              | $4,527,556      |
| 30. ledna 1995     | São Paulo        | Brazílie              | Estádio do Pacaembu                | 131,253 / 131,253              | $4,527,556      |
| 2. února 1995      | Rio de Janeiro   | Brazílie              | Estádio do Maracanã                | 141,053 / 141,053              | $3,067,410      |
| 4. února 1995      | Rio de Janeiro   | Brazílie              | Estádio do Maracanã                | 141,053 / 141,053              | $3,067,410      |
| 9. února 1995      | Buenos Aires     | Argentina             | River Plate Stadium                | 344,144 / 344,144              | $19,796,750     |
| 11. února 1995     | Buenos Aires     | Argentina             | River Plate Stadium                | 344,144 / 344,144              | $19,796,750     |
| 12. února 1995     | Buenos Aires     | Argentina             | River Plate Stadium                | 344,144 / 344,144              | $19,796,750     |
| 14. února 1995     | Buenos Aires     | Argentina             | River Plate Stadium                | 344,144 / 344,144              | $19,796,750     |
| 16. února 1995     | Buenos Aires     | Argentina             | River Plate Stadium                | 344,144 / 344,144              | $19,796,750     |
| 19. února 1995     | Santiago         | Chile                 | Estadio Nacional de Chile          | 45,945 / 45,945                | $1,386,195      |
| Afrika             |                  |                       |                                    |                                |                 |
| 24. února 1995     | Johannesburg     | Jihoafrická republika | Ellis Park                         | 86,209 / 86,209                | $4,588,405      |
| 25. února 1995     | Johannesburg     | Jihoafrická republika | Ellis Park                         | 86,209 / 86,209                | $4,588,405      |
| Asie               |                  |                       |                                    |                                |                 |
| 6. března 1995     | Tokio            | Japonsko              | Tokyo Dome                         | 285,294 / 285,294              | $27,613,380     |
| 8. března 1995     | Tokio            | Japonsko              | Tokyo Dome                         | 285,294 / 285,294              | $27,613,380     |
| 9. března 1995     | Tokio            | Japonsko              | Tokyo Dome                         | 285,294 / 285,294              | $27,613,380     |
| 12. března 1995    | Tokio            | Japonsko              | Tokyo Dome                         | 285,294 / 285,294              | $27,613,380     |
| 14. března 1995    | Tokio            | Japonsko              | Tokyo Dome                         | 285,294 / 285,294              | $27,613,380     |
| 16. března 1995    | Tokio            | Japonsko              | Tokyo Dome                         | 285,294 / 285,294              | $27,613,380     |
| 17. března 1995    | Tokio            | Japonsko              | Tokyo Dome                         | 285,294 / 285,294              | $27,613,380     |
| 22. března 1995    | Fukuoka          | Japonsko              | Fukuoka Dome                       | 42,483 / 42,483                | $4,234,300      |
| 23. března 1995    | Fukuoka          | Japonsko              | Fukuoka Dome                       | 42,483 / 42,483                | $4,234,300      |
| Oceánie            |                  |                       |                                    |                                |                 |
| 27. března 1995    | Melbourne        | Austrálie             | Melbourne Cricket Ground           | 87,609 / 87,609                | $5,879,683      |
| 28. března 1995    | Melbourne        | Austrálie             | Melbourne Cricket Ground           | 87,609 / 87,609                | $5,879,683      |
| 1. dubna 1995      | Sydney           | Austrálie             | Sydney Cricket Ground              | 78,187 / 78,187                | $5,237,710      |
| 2. dubna 1995      | Sydney           | Austrálie             | Sydney Cricket Ground              | 78,187 / 78,187                | $5,237,710      |
| 5. dubna 1995      | Adelaide         | Austrálie             | Adelaide Football Park             | 29,148 / 29,148                | $1,888,537      |
| 8. dubna 1995      | Perth            | Austrálie             | Perry Lakes Stadium                | 35,144 / 35,144                | $2,335,502      |
| 12. dubna 1995     | Brisbane         | Austrálie             | ANZ Stadium                        | 36,388 / 36,388                | $2,335,541      |
| 16. dubna 1995     | Auckland         | Nový Zéland           | Western Springs Stadium            | 70,533 / 70,533                | $3,277,067      |
| 17. dubna 1995     | Auckland         | Nový Zéland           | Western Springs Stadium            | 70,533 / 70,533                | $3,277,067      |
| Evropa             |                  |                       |                                    |                                |                 |
| 26. května 1995    | Amsterdam        | Nizozemsko            | Paradiso                           |                                |                 |
| 27. května 1995    | Amsterdam        | Nizozemsko            | Paradiso                           |                                |                 |
| 3. června 1995     | Stockholm        | Švédsko               | Stockholm Olympic Stadium          | 34,590 / 34,590                | $1,583,176      |
| 6. června 1995     | Helsinky         | Finsko                | Helsinki Olympic Stadium           | 52,607 / 52,607                | $2,957,269      |
| 9. června 1995     | Oslo             | Norsko                | Valle Hovin                        | 39,690 / 39,690                | $2,080,123      |
| 11. června 1995    | Kodaň            | Dánsko                | Idraetsparken                      | 46,521 / 46,521                | $2,790,481      |
| 13. června 1995    | Nijmegen         | Nizozemsko            | Stadspark de Goffert               | 124,665 / 124,665              | $5,152,429      |
| 14. června 1995    | Nijmegen         | Nizozemsko            | Stadspark de Goffert               | 124,665 / 124,665              | $5,152,429      |
| 18. června 1995    | Landgraaf        | Nizozemsko            | Draf en Renbaan                    | 72,000 / 72,000                | $2,975,774      |
| 20. června 1995    | Kolýn nad Rýnem  | Německo               | Müngersdorfer Stadion              | 62,733 / 62,733                | $2,938,005      |
| 22. června 1995    | Hannover         | Německo               | Niedersachsenstadion               | 62,592 / 62,592                | $2,930,504      |
| 24. června 1995    | Werchter         | Belgie                | Rock Werchter                      | 140,000 / 140,000              | $8,222,222      |
| 25. června 1995    | Werchter         | Belgie                | Rock Werchter                      | 140,000 / 140,000              | $8,222,222      |
| 30. června 1995    | Paříž            | Francie               | Hippodrome de Longchamp            | 160,605 / 160,605              | $8,612,247      |
| 1. července 1995   | Paříž            | Francie               | Hippodrome de Longchamp            | 160,605 / 160,605              | $8,612,247      |
| 3. července 1995   | Paříž            | Francie               | Olympia                            |                                |                 |
| 9. července 1995   | Sheffield        | Anglie                | Don Valley Stadium                 | 49,308 / 49,308                | $2,020,211      |
| 11. července 1995  | Londýn           | Anglie                | Wembley Stadium                    | 207,340 / 207,340              | $8,666,640      |
| 15. července 1995  | Londýn           | Anglie                | Wembley Stadium                    | 207,340 / 207,340              | $8,666,640      |
| 16. července 1995  | Londýn           | Anglie                | Wembley Stadium                    | 207,340 / 207,340              | $8,666,640      |
| 19. července 1995  | Londýn           | Anglie                | Brixton Academy                    |                                |                 |
| 22. července 1995  | Gijón            | Španělsko             | Estadio Municipal El Molinón       |                                |                 |
| 24. července 1995  | Lisabon          | Portugalsko           | Estádio José Alvalade              |                                |                 |
| 27. července 1995  | Montpellier      | Francie               | Espace Grammont                    | 70,360 / 70,360                | $3,782,797      |
| 29. července 1995  | Basel            | Švýcarsko             | St. Jakob Stadium                  | 98,955 / 98,955                | $5,561,673      |
| 30. července 1995  | Basel            | Švýcarsko             | St. Jakob Stadium                  | 98,955 / 98,955                | $5,561,673      |
| 1. srpna 1995      | Zeltweg          | Rakousko              | Österreich-Ring                    | 86,470 / 86,470                | $3,651,768      |
| 3. srpna 1995      | Mnichov          | Německo               | Olympiastadion München             | 67,509 / 67,509                | $3,161,077      |
| 5. srpna 1995      | Praha            | Česko                 | Strahovský stadion                 | 126,742 / 126,742              | $3,152,637      |
| 8. srpna 1995      | Budapešť         | Maďarsko              | Ferenc Puskás Stadium              | 46,598 / 55,000                | $1,470,023      |
| 12. srpna 1995     | Schüttorf        | Německo               | Schüttorf Open Air                 | 84,896 / 84,896                | $4,584,171      |
| 15. srpna 1995     | Lipsko           | Německo               | Leipziger Festwiese                | 83,105 / 83,105                | $3,894,202      |
| 17. srpna 1995     | Berlín           | Německo               | Olympiastadion                     | 76,689 / 76,689                | $3,588,645      |
| 19. srpna 1995     | Hockenheim       | Německo               | Hockenheimring                     | 90,871 / 90,871                | $4,251,518      |
| 22. srpna 1995     | Mannheim         | Německo               | Maimarktgelände                    | 78,034 / 78,034                | $3,671,769      |
| 25. srpna 1995     | Wolfsburg        | Německo               | VW-Werksgelände/Parkplatz          | 90,000 / 90,000                | $4,210,752      |
| 27. srpna 1995     | Lucemburk        | Lucembursko           | Kirchberg                          | 58,634 / 58,634                | $2,936,166      |
| 29. srpna 1995     | Rotterdam        | Nizozemsko            | Feijenoord Stadion                 | 93,959 / 93,959                | $4,372,814      |
| 30. srpna 1995     | Rotterdam        | Nizozemsko            | Feijenoord Stadion                 | 93,959 / 93,959                | $4,372,814      |